# 一円紙幣
一円紙幣（いちえんしへい）は、日本銀行券（日本銀行兌換銀券を含む）の1つ。一円券、一円札とも呼ばれる。

## 概要
日本銀行券の一円紙幣には、旧一円券、改造一円券、い号券、A号券の4種類が存在する。第二次世界大戦終戦直後（1945年（昭和20年）末）までに発行された紙幣の大半は兌換銀行券整理法や新円切替などによって失効しているが、日本銀行発行の一円紙幣に限り、これまで発行された全ての日本銀行券が現在も有効券である。新円切替の際にも切替の対象外とされ効力を維持した。これは1円が日本における基本通貨単位であることへの配慮に基づくとされている。この中で旧一円券並びに改造一円券の題号は兌換銀券であるが現在は額面金額1円の不換紙幣として扱われ、銀貨との交換はできない。紙幣券面の表記は『壹圓』で、現在有効な日本銀行券の中では最小額面である。
1円は現在の日本の法定通貨の最小単位なので、損傷紙幣として一円紙幣を日本銀行に持ち込んだ場合は、1円として交換されるのは全額交換相当（面積が元の2/3以上）の場合のみで、半額交換相当（面積が元の2/5以上2/3未満）の場合であっても失効となる。
現在4券種いずれも法定通貨として有効であるが、自販機、ATM、自動釣銭機等の各種機器で受け付けられない。対面取引でも見慣れぬ紙幣で真贋が判断できないとして受け取りを拒否されることがある。日本銀行の窓口で鑑定の上無償で現行の硬貨に引き換えできる。市中の銀行の窓口に持ち込むと口座への預け入れや現行の硬貨への交換ができるが、場合によっては日本銀行での鑑定に回され日数を要する場合がある他、銀行によっては取り扱い手数料が要求されることがある。
もっとも、現実的には古銭的価値を重視して古銭として売却した方が得な場合が多い。
日本銀行の勘定店における受入時の現金の整理においては、「B百円券を除く額面価格100円以下の銀行券」に該当し、無条件で引換依頼の対象とされている。

## 旧一円券
1885年（明治18年）8月29日の大蔵省告示第119号「兌換銀行券見本」により紙幣の様式が公表されている。主な仕様は下記の通り。
- 日本銀行兌換銀券
- 額面 壹圓（1円）
- 表面 大黒像、一円銀貨、兌換文言、英語表記の兌換文言、発行根拠文言
- 裏面 彩紋、偽造変造罰則文言
- 印章 〈表面〉日本銀行総裁之章、文書局長（割印） 〈裏面〉金庫局長
- 銘板 大日本帝國政府大藏省印刷局製造
- 記番号仕様
  - 記番号色 黒色
  - 記番号構成 〈記号〉「第」＋組番号：漢数字1 - 2桁＋「號」　〈番号〉通し番号：漢数字6桁
- 寸法 縦78mm、横135mm
- 製造実績
  - 印刷局から日本銀行への納入期間 1885年（明治18年）7月 - 1888年（明治21年）下期[3]
  - 記号（組番号）範囲 「第壹號」 - 「第五貳號」（1記号当たり900,000枚製造）[3]
  - 製造枚数 45,117,000枚[4]
- 発行開始日 1885年（明治18年）9月8日[5]
- 支払停止日 1958年（昭和33年）10月1日[1]（1899年（明治32年）3月20日以降は回収対象であり[6]、支払停止日以前から事実上発行されていなかったと推測される）
- 発行終了
- 有効券

明治維新以降、政府が発行した明治通宝・改造紙幣などの政府紙幣や、民営の国立銀行が発行した国立銀行紙幣などが並行して発行されていたが、西南戦争の戦費調達を発端として政府や国立銀行が紙幣を濫発した結果インフレーションが発生し経済的な混乱の一因となっていた。これを収拾し通貨制度の信頼回復を図るために松方正義により紙幣整理が行われることとなり、政府から独立した唯一の発券銀行としての中央銀行すなわち日本銀行が創設され、従来の紙幣に代わって事実上の銀本位制に基づく「日本銀行兌換銀券」が発行された。
表面に大黒天が描かれていることから「大黒札」と呼ばれている。なお大黒天の肖像は、当時の印刷局の職員であった書家の平林由松をモデルとしてデザインしたものとされる。小槌と袋を手にした大黒天が米俵の上に腰かけている様子が描かれており、米俵の側には3匹の鼠があしらわれている。また兌換対象の一円銀貨の図柄のレリーフ模様、ならびに日輪とそこから放射状に延びる光線状の模様が表面の地模様としてあしらわれており、光線状の部分には微細な連続文字が配されている。日本語と英語で兌換文言が表記されている（此券引きかへ𛂋銀貨壹圓相渡可申候也 NIPPON GINKO Promises to Pay the Bearer on Demand 1 Yen in Silver）。表面は全体的に発行当時の写真複製技術では再現困難な薄い青色で印刷されている。図案製作者はお雇い外国人として日本の紙幣製造の技術指導にあたっていたイタリア人のエドアルド・キヨッソーネである。なお裏面は、中央に偽造罰則文言が記載されている他は彩紋模様のみであるが、印刷部分は以降に発行された券種と比較すると小さめのものとなっており、周囲は印刷のない空白が広がっている。
印章は表面が「日本銀行総裁之章」（篆書・日銀マークの周囲に文字）と「文書局長」（隷書・文字の周囲に竜の模様・割印）、裏面が「金庫局長」（隷書・文字の周囲に竜の模様）となっており、現在法律上有効な日本銀行券のうち、現行の「総裁之印」の印章が印刷されていない唯一の紙幣でもある。なお文書局長の割印は、製造時に原符と呼ばれる発行控えが紙幣右側についており、発行時にこれを切り離して発行の上、紙幣の回収時に文書局長の割印を照合する運用となっていたが、発行枚数が増大するに従いこの運用は無理が出てきたことから、1891年（明治25年）以降は廃されている。
記番号は漢数字となっており、記号（組番号）の範囲は「第壹號」～「第五貳號」で、最大通し番号は「九〇〇〇〇〇」である（ただし「第四壹號」以降は通し番号に欠番がある）。
紙幣用紙は三椏を原料としたもので、強度を高めるためにコンニャク粉が混ぜられていた。「日本銀行券」の文字（横書きで右から左に読む）と丁字型の透かしがある。
使用色数は、表面4色（内訳は凹版印刷による主模様・地模様1色、文字1色、印章1色、記番号1色（文字の黒色と記番号の黒色は別版のため別色扱い））、裏面2色（内訳は主模様1色、印章1色）となっている。紙幣の様式としては緻密な凹版印刷による大型の人物肖像、精巧な透かしや三椏を主原料とした用紙など、日本銀行券発行開始以前に発行されていた政府紙幣である改造紙幣の流れを汲むものとなっている。
日本において現在法律上有効な現金通貨（紙幣・硬貨）の中で最古のものである。「兌換銀券」と表記されているが、1897年（明治30年）10月の貨幣法施行および兌換銀行券条例の改正による銀本位制から金本位制への移行に伴い、以降は法的には金兌換券として扱われることになった。しかしながら、兌換されるべき1円金貨は製造されなかったため事実上の不換紙幣となり、1942年（昭和17年）5月の日本銀行法施行による金本位制の廃止に伴って法的にも不換紙幣として扱われることになった。当然現在も不換紙幣としての扱いになるため、銀貨と交換することはできない。先述の通り兌換銀行券整理法や新円切替の対象外であったため、発行から130年以上経た現在も法的には有効であり、法貨として額面である1円の価値が保証されている。
古銭的価値は法貨としての額面価値を上回っており、数千円から数万円以上で取引されているため、現在通貨としては事実上流通していない。

## 改造一円券
1889年（明治22年）3月15日の大蔵省告示第27号「兌換銀行券ノ内壹圓券改造見本ノ件」により紙幣の様式が公表されている。主な仕様は下記の通り。
- 日本銀行兌換銀券
- 額面 壹圓（1円）
- 表面 武内宿禰（紙幣面の人名表記は「武内大臣」）、一円銀貨、兌換文言、発行根拠文言、偽造変造罰則文言
- 裏面 一円銀貨、英語表記の兌換文言
- 印章 〈表面〉総裁之印 〈裏面〉文書局長、金庫局長
- 銘板 大日本帝國政府大藏省印刷局製造
- 記番号仕様
  - 記番号色 赤色
  - 記番号構成 （製造時期により2種類あり）
    - 〈記号〉「第」＋組番号：漢数字1 - 3桁＋「號」　〈番号〉通し番号：漢数字6桁
    - 〈記号〉組番号：「｛」＋数字3桁＋「｝」　〈番号〉通し番号：数字6桁
- 寸法 縦85mm、横145mm
- 製造実績
  - 印刷局から日本銀行への納入期間 1889年（明治22年）1月 - 1942年（昭和17年）7月30日 [3]
  - 記号（組番号）範囲 「第壹號」 - 「第壹五〇號」／151 - 446（いずれも1記号当たり900,000枚製造）[3]
  - 製造枚数 [4]
    - 135,000,000枚［記番号：漢数字］
    - 264,000,000枚［記番号：アラビア数字］
- 発行開始日 1889年（明治22年）5月1日[16]
- 支払停止日 1958年（昭和33年）10月1日[1]
- 発行終了
- 有効券

大黒旧券には紙幣の強度を高めるためにコンニャク粉が混ぜられ、そのため虫やネズミに食害されることが多々あり、また偽造防止対策として採用された薄い青色の鉛白を含有するインキが温泉地で黒変しかえって偽造し易くなるなどの技術的欠陥が明らかになったことから、これを改良するためにこの一円紙幣を含めた「改造券」が発行された。
偽造防止対策として精巧な人物肖像を印刷することとなり、肖像には1887年（明治20年）に選定された日本武尊・武内宿禰・藤原鎌足・聖徳太子・和気清麻呂・坂上田村麻呂・菅原道真の7人の候補の中から、改造一円券には武内宿禰が選ばれている。なお武内宿禰の肖像は、文献資料や絵画・彫刻を参考にしつつ国学者の黒川真頼などの考証を基に、エドアルド・キヨッソーネが神田明神の神官であった本居豊穎をモデルとしてデザインしたものとされる。武内宿禰の肖像が表面右側に描かれており、兌換対象の一円銀貨の図柄が表面の地模様と裏面の両方にあしらわれている。表面には日本語で、裏面には英語で兌換文言が表記されている（此券引かへ𛂋銀貨壱圓相渡可申候也 NIPPON GINKO Promises to Pay the Bearer on Demand One Yen in Silver）。偽造変造罰則文言が表面下部の2ヶ所に印刷されているのも特徴的である。図案製作者は旧券と同じくイタリア人のエドアルド・キヨッソーネである。
現在法律上有効な日本銀行券のうち、篆書体による「文書局長」「金庫局長」の印章が印刷されている唯一の紙幣でもある。また現在法律上有効な日本銀行券のうち、日本銀行兌換銀券である旧一円券と改造一円券の2種には、現行紙幣にある「発券局長」の印章が印刷されていない。
当初は記番号が漢数字だったが1916年（大正5年）8月15日発行分からはアラビア数字に変更された。古銭収集界での通称としては、記番号の表記から漢数字表記のもの（前期タイプ）を「漢数字1円」、アラビア数字表記のもの（後期タイプ）を「アラビア数字1円」と呼ぶ。いずれも1組につき90万枚、最大通し番号は「九〇〇〇〇〇」「900000」である。漢数字1円の記番号はハンド刷番機で印刷されており、アラビア数字1円の記番号は機械印刷による。なお当初発行分の武内宿禰の肖像が西洋人風の風貌となっていたため、1916年（大正5年）8月15日の記番号の表記変更とあわせて肖像の修正（大山助一の彫り直しによる）が行われている。ただし実物を見る限りでは、アラビア数字1円の組番号100番台のものは、キヨッソーネ彫刻のものと大山助一彫刻のものが混在しており、200番台以降は全て大山助一彫刻のものとなっている。
改造一円券の変遷の詳細および組番号の範囲を下表に示す。
| 通称            | 発行開始日               | 日本銀行への納入期間                                 | 組番号範囲                  | 組番号表記   | 通し番号表記 | その他の変更箇所 |
| --------------- | ------------------------ | ---------------------------------------------------- | --------------------------- | ------------ | ------------ | ---------------- |
| 漢数字1円       | 1889年（明治22年）5月1日 | 1889年（明治22年）1月 - 1915年（大正4年）下期        | 「第壹號」 - 「第壹五〇號」 | 漢数字       | 漢数字       |                  |
| アラビア数字1円 | 1916年（大正5年）8月15日 | 1916年（大正5年）5月29日 - 1942年（昭和17年）7月30日 | 151 - 446                   | アラビア数字 | アラビア数字 | 肖像の一部修正   |

黒透かしが採用されており、毛筆による「銀貨壹圓」の文字と桐の図柄が確認できる。なお「銀貨壹圓」の文字は当時の大蔵大臣である松方正義の揮毫によるものである。
使用色数は、表面3色（内訳は凹版印刷による主模様1色、地模様1色、印章・記番号1色）、裏面2色（内訳は主模様1色、印章1色）となっている。
「兌換銀券」と表記されているが、1897年（明治30年）10月の貨幣法施行および兌換銀行券条例の改正による銀本位制から金本位制への移行に伴い、以降は法的には金兌換券として扱われることになった。しかしながら、兌換されるべき1円金貨が極端に小型となってしまうことから製造されなかったため、金本位制にはそぐわなかったものの、1943年（昭和18年）12月のい号券の登場まで50年以上にわたって製造が続けられた。このような対応が取られた理由は、貨幣法により発行された本位貨幣（本位金貨）の最小金額が5円となったため、これに合わせて兌換券の最小金額も5円とすべきとの考えから、当初は額面金額1円の兌換銀券を回収し50銭以下の補助貨幣で賄う方針であったが、経済発展に伴い小額の補助貨幣が不足する一方で一円紙幣の需要が増大したため暫定的にそのまま発行が継続されたことによるものである。
また関東大震災により滅失した兌換券の整理を目的とした1927年（昭和2年）2月の兌換銀行券整理法制定の際にも、5円以上の券種と同様に新紙幣への切り替え対象とすることが検討されたが、前述の通り対応する本位貨幣が発行されていないという矛盾があることや、将来的には硬貨に切り替える構想であったという背景などから対象外とされている。
その結果、この改造一円券が事実上の不換紙幣としてそのまま使用され続け、日本銀行券で最も長期間にわたり発行され続けた紙幣となった。1942年（昭和17年）5月の日本銀行法施行による金本位制の廃止に伴って法的にも不換紙幣として扱われることになったため、現在も不換紙幣扱いで銀貨と交換することはできない。先述の通り兌換銀行券整理法や新円切替の対象外であったため、法的には有効であり法貨として額面である1円の価値が保証されている。
古銭的価値は、高いものから順に漢数字1円＞アラビア数字1円の組番号100番台＞組番号200番台＞組番号300番台以降となっており、漢数字1円は数千円から1万円以上の値がつくことがあるのに対し、アラビア数字1円の組番号300番台以降のものは、しばしば未使用の100枚帯封が古銭市場やネットオークション等に現れるほどであり、古銭商で1枚数百円～1000円程度の値段で販売されることはあっても、1枚での買取はほとんど期待できない。

## い号券

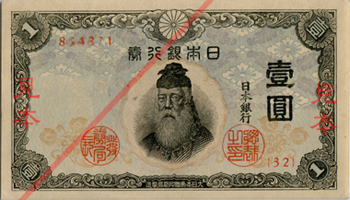
表面：通し番号あり（不換紙幣1円）

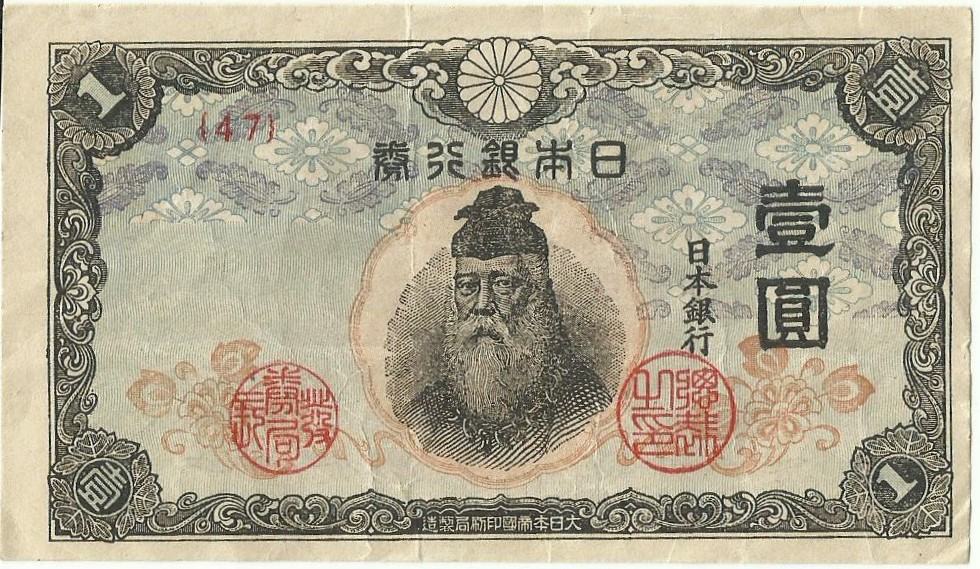
表面：通し番号なし（改正不換紙幣1円）

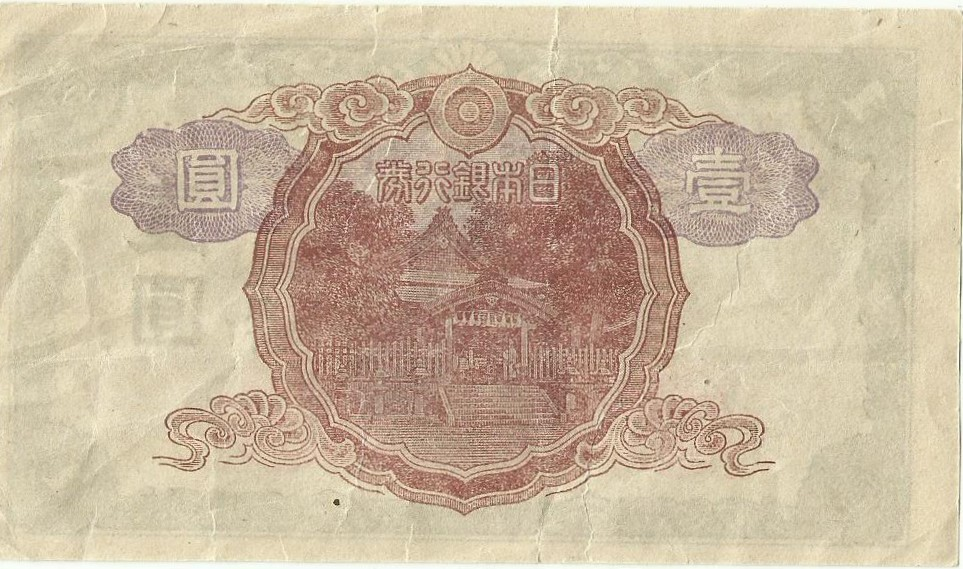
裏面：共通

1943年（昭和18年）12月14日の大蔵省告示第558号「日本銀行券拾圓券等ノ樣式略圖」で紙幣の様式が定められている。主な仕様は下記の通り。
- 日本銀行券
- 額面 壹圓（1円）
- 表面 武内宿禰
- 裏面 宇倍神社拝殿
- 印章 〈表面〉総裁之印、発券局長 〈裏面〉なし
- 銘板 大日本帝國印刷局製造
- 記番号仕様
  - 記番号色 赤色［通し番号あり］／赤色［通し番号なし（組番号のみ）］（製造時期により2種類あり）
  - 記番号構成 （製造時期により2種類あり）
    - 〈記号〉組番号：「｛」＋数字1 - 2桁＋「｝」　〈番号〉通し番号：数字6桁
    - 〈記号〉組番号：「｛」＋数字2桁＋「｝」　〈番号〉通し番号なし
- 寸法 縦70mm、横122mm[26]
- 製造実績
  - 印刷局から日本銀行への納入期間 1943年（昭和18年）12月8日 - 1946年（昭和21年）3月4日[3]
  - 記号（組番号）範囲 [3]
    - 1 - 34（1記号当たり900,000枚製造）
    - 35 - 44（1記号当たり1,000,000枚製造）
    - 45 - 49（1記号当たり5,000,000枚製造）

  - 製造枚数 [4]
    - 30,000,000枚［通し番号あり］
    - 31,684,000枚［通し番号なし（組番号のみ）］
- 発行開始日 1943年（昭和18年）12月15日[26]
- 支払停止日 1958年（昭和33年）10月1日[1]
- 発行終了
- 有効券

事実上有名無実化していた金本位制が1942年（昭和17年）5月の日本銀行法施行により正式に廃止され、管理通貨制度に移行したことに伴い兌換文言等が表記された兌換券が名実ともに実態にそぐわないものとなったことから、不換紙幣の「日本銀行券」として発行された。時代は第二次世界大戦に突入し、材料や資機材などに至るまであらゆるものが戦争に駆り出された結果、紙幣もコスト削減や製造効率向上を目的に品質を落とさざるを得なくなり、粗悪な作りになっていった。
長らく製造が続けられた改造一円券と比較して大幅に小型化し、図案も簡素化されたものとなっている。
表面中央に八稜鏡の輪郭で囲まれた武内宿禰の肖像が描かれており、通称は「中央武内1円」である。印刷方式が簡易な凸版印刷に変更されたことの影響で、これまでに発行された武内宿禰の肖像と比較すると粗く太い画線で描かれている。上方の輪郭部分には瑞雲、その他の輪郭部分には宝相華や唐草模様、四隅には菊葉があしらわれており、地模様には花菱模様、小葵紋、宝相華が描かれている。印刷工程の簡略化のため、印章も「総裁之印」・「発券局長」の両方が表面に印刷されている。裏面は中央に鳥取県鳥取市にある宇倍神社の拝殿が八稜鏡の輪郭の中に描かれており、上方に瑞雲、下方に宝相華が描かれている。またアラビア数字による額面表記は存在するものの、これまで裏面に印刷されていた英語表記は削除され、英語表記が全くない券面となっている。
多くの日本銀行券では記号（組番号）と通し番号がそれぞれ2ヶ所に印字されているが、い一円券ではそれぞれ1ヶ所しか印字されていない。また通し番号が省略され記号（組番号）のみとなったものも同様に1ヶ所のみの印字であり、記載位置が右下から当初通し番号があった左上に移動されている。なお通し番号が表記されている前期タイプについては、通し番号は基本的に900000までであったが、不良券との差し替え用に900001以降の通し番号が印刷された補刷券が存在する。「日本貨幣カタログ」では通し番号が表記されている前期タイプが「不換紙幣1円」、通し番号が省略され記号（組番号）のみの表記となったもの（桐の図柄と「壹圓」の文字の透かしの中期タイプおよび桐のちらし透かしの後期タイプ）が「改正不換紙幣1円」の名称で紹介されている。
発行開始時の透かしは桐の図柄と「壹圓」の文字である。1944年（昭和19年）11月からは通し番号が省略され記号（組番号）のみの表記となり、1945年（昭和20年）頃からは透かしが白透かしによる桐のちらし透かしに簡素化された。
い一円券の変遷の詳細および組番号の範囲を下表に示す。前述の通り戦況の悪化に伴い仕様を一段と簡素化する仕様変更が行われており、下記の3タイプに分かれる。
| 通称            | 発行開始日                 | 日本銀行への納入期間                                   | 組番号範囲 | 記番号仕様         | 透かし                             |
| --------------- | -------------------------- | ------------------------------------------------------ | ---------- | ------------------ | ---------------------------------- |
| 不換紙幣1円     | 1943年（昭和18年）12月15日 | 1943年（昭和18年）12月8日 - 1944年（昭和19年）4月26日  | 1 - 34     | 赤色・通し番号あり | 桐・「壹圓」（白黒透かし・定位置） |
| 改正不換紙幣1円 | 1944年（昭和19年）11月20日 | 1944年（昭和19年）9月20日 - 1944年（昭和19年）10月28日 | 35 - 47    | 赤色・通し番号なし | 桐・「壹圓」（白黒透かし・定位置） |
| 改正不換紙幣1円 | 不明                       | 1945年（昭和20年）5月10日 - 1946年（昭和21年）3月4日   | 48 - 49    | 赤色・通し番号なし | 桐（白透かし・不定位置）           |

使用色数は、表面5色（内訳は主模様1色、地模様3色、印章・記番号1色）、裏面2色（内訳は主模様1色、地模様1色）となっている。
先述の通り新円切替の対象外であったため、法的には有効であり法貨として額面である1円の価値が保証されている。
時には未使用の100枚帯封などが古銭市場等に現れることもあるが、A一円券などと比較すれば希少価値は高めである。

## A号券
A券とも呼ばれる。1946年（昭和21年）3月19日の大蔵省告示第123号「日本銀行券壹圓券ノ樣式ノ件」で紙幣の様式が定められている。主な仕様は下記の通り。
- 日本銀行券
- 額面 壹圓（1円）
- 表面 二宮尊徳、鶏、麦・稲などの食料
- 裏面 彩紋
- 印章 〈表面〉総裁之印、発券局長 〈裏面〉なし
- 銘板 記載なし
- 記番号仕様
  - 記番号色 赤色［通し番号なし（組番号のみ）］
  - 記番号構成 〈記号〉「1」＋組番号：数字1 - 4桁＋製造工場：数字2桁　〈番号〉通し番号なし
- 寸法 縦68mm、横124mm[35]
- 製造実績
  - 印刷局から日本銀行への納入期間 1946年（昭和21年）3月8日 - 1957年（昭和32年）3月29日[3]
  - 記号（組番号）範囲 1 - 1156[注 5]（1記号当たり5,000,000枚製造）[3]
  - 製造枚数 6,278,185,080枚[4]
- 発行開始日 1946年（昭和21年）3月20日[36]（告示上：同年3月19日[注 6]）
- 支払停止日 1958年（昭和33年）10月1日[1]
- 発行終了
- 有効券

終戦直後の猛烈なインフレーションの抑制策として、政府により新円切替が極秘裏に検討されていた。これは発表からごく短期間のうちに旧紙幣を全て無効化して金融機関に強制預金させたうえで預金封鎖し、代わりに発行高を制限した新紙幣（A号券）を発行して最低限度の生活費だけを引き出せるようにするものであった。これを実施するには従前の紙幣と明確に識別可能な新紙幣を急遽準備する必要が生じるため、印刷局に加えて凸版印刷、大日本印刷、共同印刷、および東京証券印刷の民間印刷会社4社に対して新紙幣のデザイン案の提案を求め、その中から「斬新なデザインのもの」を選ぶという選考方針のもとで新紙幣のデザイン案が決定された。紙幣の図案検討としては異例の指名型公募方式による選定であった。
連合国軍占領下の当時は改刷を行い新紙幣を発行する場合、図案についてGHQ（連合国軍最高司令官総司令部）の承認が必要であった。公募により採用された図案は、民間企業の凸版印刷株式会社によって提案された図案の1つであり、当初の案は最終的に発行されたものとほぼ同一の図案で人物肖像は武内宿禰となっていた。GHQによる図案の審査の結果、武内宿禰は軍国主義のシンボルであり新紙幣の人物肖像として不適切であるとして変更を指示されたため、肖像を二宮尊徳に差し替えてGHQの承認を得たうえで発行された。
表面右側に描かれている二宮尊徳の肖像は、神奈川県小田原市にある報徳二宮神社が参拝記念品として販売していた絵図を参考にしたものとされる。表面下部には雄鶏の他、麦、稲、甘薯、蜜柑、玉蜀黍といった食料を描いているが、これは当時の食糧難の時勢を反映した図柄である。裏面は彩紋と唐草模様のみで、単色刷りの簡易な図柄となっている。
異例の公募による図案決定と併せて、当初は紙幣の製造についても発行元の日本銀行から民間印刷会社に直接発注するように調達方式を変更する構想を大蔵省は持っていたが、極めて厳格な管理が求められる紙幣製造業務の特殊性から望ましくないとのGHQの意向によりこちらは実行されなかった。券面上から製造元を示す銘板の記載が省略されているが、これはこの調達方式変更の予定を見越したものである。結局のところ一部のい号券やろ号券などと同様に従来通り印刷局が一元的に紙幣製造の管理を行うこととなり、凸版印刷株式会社にて完成された版面を印刷局に引渡したうえで、印刷局とその委託を受けた大日本印刷や凸版印刷などの複数の民間印刷会社で分散して印刷されることとなった。
記番号については通し番号はなく記号のみの表記となっており、多くの日本銀行券と異なり、紙幣右上の1ヶ所にしか印刷されていない。記号の下2桁が製造工場を表しており、下表の通り9箇所の印刷所別に分類できる。このように多数の民間委託先でも印刷されたが、もともと紙幣として十分とは言い難い粗末な仕様であったことに加え、製造数量や秘密保持の管理が不十分で一部の委託先から製造中の半製品が外部流出するなどの問題が発生し、これらが偽造が多発する原因の一つとなった。
| 製造工場               | 記号下2桁 |
| ---------------------- | --------- |
| 大蔵省印刷局滝野川工場 | 12        |
| 大蔵省印刷局酒匂工場   | 22        |
| 大蔵省印刷局静岡工場   | 32        |
| 大蔵省印刷局彦根工場   | 42        |
| 凸版印刷板橋工場       | 13        |
| 大日本印刷榎町工場     | 44        |
| 共同印刷小石川工場     | 15        |
| 東京証券印刷王子工場   | 16        |
| 東京証券印刷小田原工場 | 26        |

他の十円券以下のA号券と同様に透かしは入っていない。なおA号券の紙幣用紙の抄造については緊急かつ大量に必要となることから、印刷局の工場だけでは賄いきれず一部は民間製紙会社においても抄造が行われている。いずれも発行された日本銀行券の中では初めてのことであり、これ以降もこのような事例は存在していない。
使用色数は、表面3色（内訳は主模様1色、地模様1色、印章・記番号1色）、裏面1色となっている。印刷方式は、製造効率を優先したため当初は両面とも平版印刷であったが、透かしもなく印刷色数も最低限という余りにも簡素な仕様であることから精巧な偽造券が発生する可能性を考慮し、1949年（昭和24年）頃から両面とも凸版印刷に変更された。
1948年（昭和23年）10月に戦後初の一円硬貨として一円黄銅貨が発行されたが、その後もA一円券の製造は続けられた。ちなみにその一円黄銅貨は1953年（昭和28年）の年末に小額通貨整理法により通用停止となったため、有効な1円の法定通貨は再び一円紙幣のみとなった。そして1955年（昭和30年）6月の一円アルミニウム貨の発行後、1956年（昭和31年）にA一円券の製造が中止され、1958年（昭和33年）にA一円券の日本銀行からの支払いが停止された。
額面金額5円の法定通貨では1948年（昭和23年）、額面金額10円の法定通貨では1953年（昭和28年）までにそれぞれ紙幣が製造終了となり硬貨化が行われたものの、上記の経緯から1954年（昭和29年）始めから1955年（昭和30年）6月の一円硬貨流通再開までの期間は10円・5円より小額の1円の法定通貨では硬貨が存在せず紙幣のみが発行されているという歪な状態となっていた。
日本の現在発行されていない旧紙幣の中では現存数が非常に多く、しばしば未使用の100枚帯封や1000枚完封が古銭市場やネットオークション等に現れるほどであり、古銭商による買取の場合、1枚での買取はほとんど期待できず、ある程度まとまった枚数で買い取ってもらう場合も、額面を若干超えた程度となるのが一般である。

## 透かし

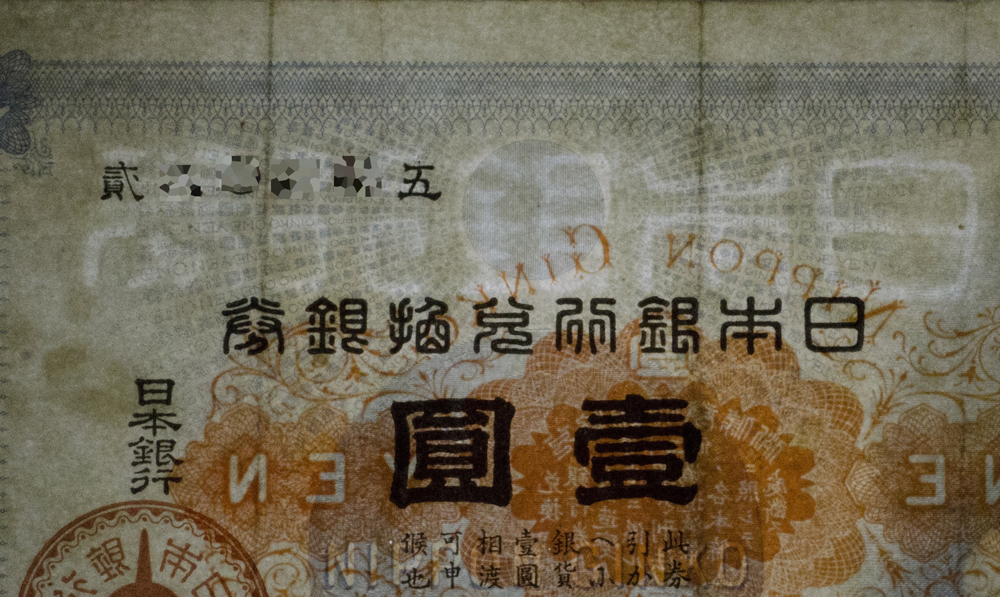
旧一円券: "日本銀行券"(右から左に読む[注 1])
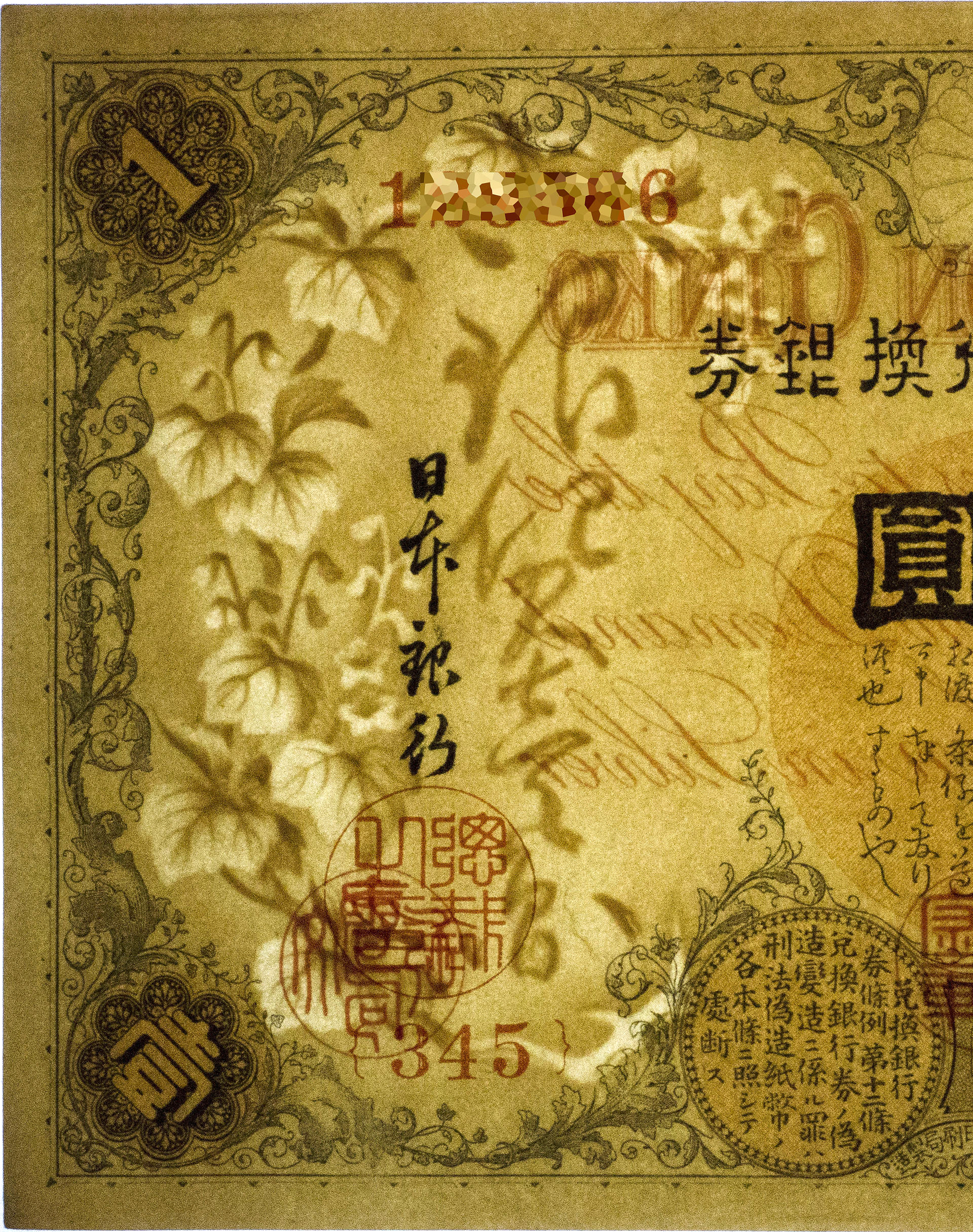
改造一円券: 桐と"銀貨壹圓"
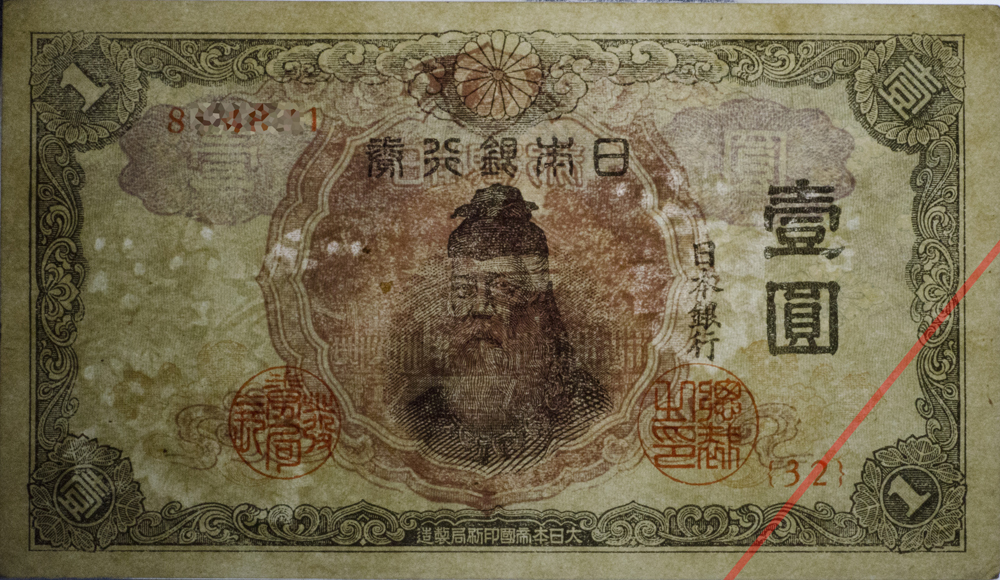
い号券（前期・中期）: 桐と"壹圓"

## 未発行紙幣
B壱円券
肖像は二宮尊徳。A号券が当時の切迫した状況から不十分な出来栄えで発行せざるを得なかったことが原因で精巧な偽造券に悩まされることとなったため、凹版印刷や白黒透かしなどを盛り込んだ本格的な銀行券として検討された。1946年（昭和21年）にGHQ（連合国軍総司令部）による発行承認を得ていたものの、新円切替をもってしても抑えきれなかったインフレーションの進行によりB号券は高額券から優先して発行することとなり、その間に1955年（昭和30年）には一円アルミニウム貨が発行されたため、B壱円券の発行は取りやめとなった。

## 変遷
日本銀行券の発行開始以前には、額面金額1円の紙幣として明治通宝の一円券、国立銀行紙幣の一円券、および改造紙幣の一円券が発行されており、1899年（明治32年）12月9日までは国立銀行紙幣の一円券、同年12月31日までは明治通宝の一円券および改造紙幣の一円券が並行して通用していた。
- 1885年（明治18年）8月29日：旧一円券の様式を制定[2]。
- 1885年（明治18年）9月8日：旧一円券発行開始[5]。図柄は大黒像。
- 1889年（明治22年）3月15日：改造一円券の様式を制定[15]。
- 1889年（明治22年）5月1日：改造一円券発行開始[16]。図柄は武内宿禰。記番号は漢数字表記。
- 1897年（明治30年）10月1日：貨幣法施行および兌換銀行券条例の改正により「日本銀行兌換銀券」から「日本銀行兌換券」に移行。既存の兌換銀券は金兌換券として扱われる[51][52]。但し額面金額1円の金貨・銀貨は発行されず（詳細後述）。
- 1899年（明治32年）3月20日：旧一円券が日本銀行による回収対象となる[6]。
- 1916年（大正5年）8月9日：記番号の表記を変更した改造一円券の様式を制定[21]。
- 1916年（大正5年）8月15日：記番号の表記を変更した改造一円券発行開始[21]。記番号をアラビア数字表記に変更。
- 1931年（昭和6年）12月17日：金貨兌換停止に関する緊急勅令施行により金兌換停止[53]。
- 1942年（昭和17年）5月1日：旧日本銀行法施行により「日本銀行兌換券」から「日本銀行券」に移行。既存の有効な兌換券は不換紙幣として扱われる[14]。
- 1943年（昭和18年）12月14日：い一円券の様式を制定[26]。
- 1943年（昭和18年）12月15日：い一円券発行開始[26]。図柄は武内宿禰と宇倍神社拝殿。
- 1944年（昭和19年）11月17日：通し番号を省略したい一円券の様式を制定[32]。
- 1944年（昭和19年）11月20日：通し番号を省略したい一円券発行開始[32]。後に透かしを不定位置（散らし透かし）として簡素化したい一円券を発行開始（変更後の様式の制定・公示が行われておらず、発行開始日は不詳[注 4]）。
- 1946年（昭和21年）3月19日：A一円券の様式を制定、同日告示上の発行開始[35]。
- 1946年（昭和21年）3月20日：A一円券の実質的な発行開始[36]。図柄は二宮尊徳。
- 1958年（昭和33年）10月1日：旧一円券、改造一円券、い一円券およびA一円券の日本銀行からの支払停止[1]。

後継は1955年（昭和30年）6月1日に発行開始された一円硬貨（一円アルミニウム貨）である。
並行して発行されていた本位貨幣の一円硬貨（一円銀貨）は1898年（明治31年）4月1日限りで失効となっていた。加えて、1897年（明治30年）10月1日施行の貨幣法に基づく一円金貨は発行されず、新貨条例で制定された一円金貨は1897年（明治30年）10月1日の貨幣法施行により額面の2倍である2円に通用することとなっていた（通貨の単位及び貨幣の発行等に関する法律により1988年（昭和63年）3月末限りで失効）。そのため一円紙幣は「兌換銀券」として発行されながらも1898年（明治31年）4月1日以降兌換対象の本位貨幣（金貨・銀貨）が存在しない状態であり、実態としてはこれ以降本位貨幣への兌換ができない状況（事実上の不換紙幣）であった。
1948年（昭和23年）10月25日にも一円硬貨（一円黄銅貨）が発行されているが、こちらは1950年（昭和25年）5月末に製造終了し小額通貨整理法により1953年（昭和28年）12月31日をもって失効となったため、その後は一円アルミニウム貨の発行開始まで再び一円紙幣のみの製造発行となっていた。